# Heliophanus simplex
Heliophanus simplex är en spindelart som beskrevs av Simon 1868. Heliophanus simplex ingår i släktet Heliophanus och familjen hoppspindlar. Inga underarter finns listade i Catalogue of Life.